# Le Téléjournal Ottawa-Gatineau
Le Téléjournal Ottawa-Gatineau est un bulletin d'information de ICI Radio-Canada Télé diffusé dans la région d'Ottawa-Gatineau. Tous les soirs à 18 heures, le bulletin rend compte des nouvelles locales, nationales et internationales de la journée. Il est présenté par Mathieu Nadon en semaine, et Daniel Bouchard en fin de semaine.